# Foni Bondali
Foni Bondali é um distrito da Gâmbia.